# تايلر هوفر
تايلر هوفر (بالإنجليزية: Tyler Hoover)‏ هو لاعب كرة قدم أمريكية أمريكي، ولد في 28 يناير 1990 في نوفي في الولايات المتحدة.

## وصلات خارجية
- تايلر هوفر على موقع مرجع كرة القدم المحترفة.كوم (الإنجليزية)